# Nässjö
Nässjö est une ville de Suède, chef-lieu de la commune de Nässjö dans le comté de Jönköping. 16 463 personnes y vivent.

## Personnalités
- Peter Larsson, footballeur suédois